# Cooper T12
Cooper T12 je dirkalnik, ki je bil uporabljen na dirkah Formuli 1 in Formule 2. V sezoni 1950 ga je uporabljalo moštvo Horschell Racing Corporation, enkrat je Harry Schell nastopil tudi na prvesntveni dirki Formule 1 za Veliko nagrado Monaka, ko je odstopil. Skupno z več privatniki, ki so ga uporabljali v naslednji sezoni 1951, je bil uporabljen na petintridesetih dirkah, na katerih je dosegel dve uvrstitvi na stopničke. Edino zmago je dosegel John Barber na dirki 500 Car Club Formula 2 Race. 

## Popolni rezultati Formule 1
(legenda) (Odebeljene dirke pomenijo najboljši štartni položaj, poševne pa najhitrejši krog)
| Leto | Moštvo                       | Motor      | Gume | Dirkač       | 1  | 2   | 3   | 4   | 5   | 6   | 7   |
| ---- | ---------------------------- | ---------- | ---- | ------------ | -- | --- | --- | --- | --- | --- | --- |
| 1950 | Horschell Racing Corporation | JAP 1,1 V2 | D    |              | VN | MON | 500 | ŠVI | BEL | FRA | ITA |
| 1950 | Horschell Racing Corporation | JAP 1,1 V2 | D    | Harry Schell |    | Ret |     |     |     |     |     |